# مدرسه هنرها، طراحی و معماری دانشگاه آلتو

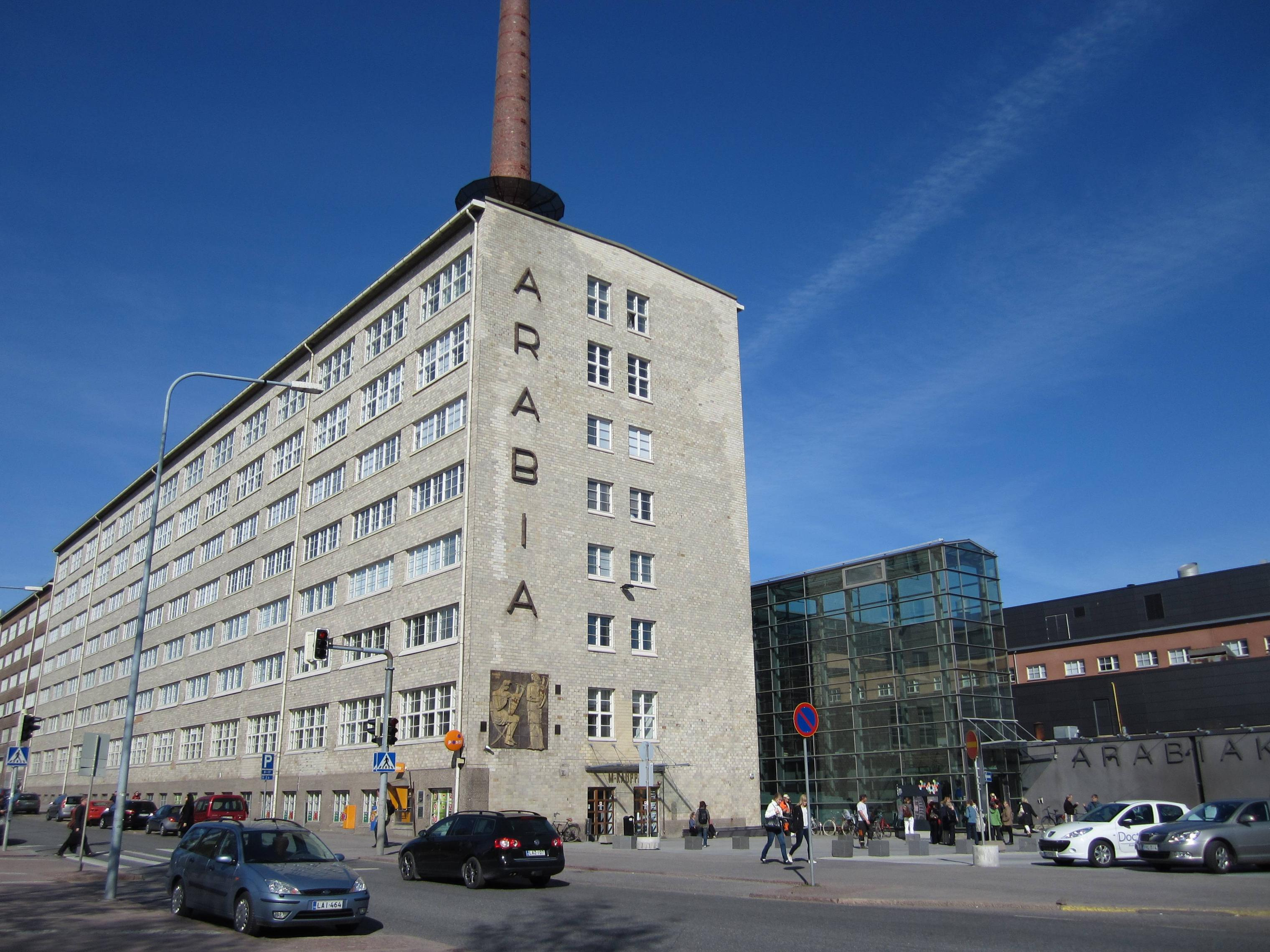
کارخانهٔ قدیمی سرامیک آرابیا که بخشی از مدرسهٔ هنرها، طراحی و معماری دانشگاه آلتو تا ژوئیه ۲۰۱۸ میلادی در آن قرار داشت

مدرسهٔ هنرها، طراحی و معماری دانشگاه آلتو (به فنلاندی: Aalto-yliopiston taiteiden ja suunnittelun korkeakoulu)؛ (به سوئدی: Aalto-universitetets högskola för konst, design och arkitektur)؛ (به انگلیسی: Aalto University School of Arts, Design and Architecture)، از دو مدرسهٔ مجزا تشکیل شده بود: دانشکدهٔ معماری (که قبلاً بخشی از دانشگاه فناوری هلسینکی بود) و دانشگاه هنر و طراحی هلسینکی [یوآی‌ای‌اچ (UIAH)، که در فنلاندی به نام تایک (TaiK) شناخته می‌شود). تایک که در سال ۱۸۷۱ میلادی تأسیس شد، بزرگترین دانشگاه هنر در کشورهای شمال اروپا (نوردیک) بود. این دانشگاه مدارک تحصیلی زیر را اعطاء می‌کند:
کارشناسی علوم در فناوری، معماری، کارشناسی هنر، کارشناسی ارشد هنر، و دکتری هنر.
این دانشگاه به دلیل پروژه‌های تحقیقاتی و همکاری‌های صنعتی خود شناخته شده‌است. در دوران ریاست ایریو سوتاما، دانشگاه در ادغام طراحی در شبکه‌های نوآوری و تجاری فنلاند فعال بود. این در نهایت منجر به تصمیم برای ادغام تایک با دانشگاه فناوری هلسینکی (تی‌کی‌کی) و مدرسهٔ اقتصاد هلسینکی (اچ‌اس‌ای) در یک دانشگاه منشور جدید به نام دانشگاه آلتو شد که در ژانویه ۲۰۱۰ میلادی شروع به کار کرد.
در رتبه‌بندی دانشگاهی کیواس جهانی در سال ۲۰۲۱ میلادی، مدرسهٔ هنرها، طراحی و معماری دانشگاه آلتو در حوزهٔ موضوعی هنر و طراحی در رتبهٔ ششم قرار گرفت. در زمینهٔ معماری و محیط ساخت آلتو در رتبهٔ ۴۲ قرار گرفت.
مدرسهٔ هنرها، طراحی و معماری دانشگاه آلتو یکی از اعضای مؤسس انجمن کومولوس، انجمن جهانی مؤسسات آموزش عالی در زمینه‌های هنر، طراحی و رسانه است.

## سازمان
برنامه‌های تحصیلی در پنج بخش سازماندهی می‌شوند:
- گروه معماری.
- گروه هنر.
- گروه طراحی.
- گروه فیلم، تلویزیون و صحنه‌شناسی.
- گروه رسانه، از جمله آزمایشگاه رسانه آلتو.